# Oktroj
En oktroj eller oktroy (af fransk octroi ≈ bevilling og latinsk auctoritas ≈ indflydelse) er et privilegiebrev fra staten til at drive en bestemt form for økonomisk virksomhed eller selskab. De første danske aktieselskaber og banker måtte så have kongens oktroj for at kunne oprette selskabet. Den første danske aktievirksomhed, som udstedes en oktroj var det 1616 stiftede Ostindiske Kompagni. En oktroj gjorde det muligt at tiltrække viden og kapital til landet uden selv at investere kapital. 
Oktrojer kom også til anvendelse ved de store inddigningsprojekter ved Sønderjyllands vestkyst. Både den danske konge og den gottorpske hertug gav på den måde investorerne vidtgående rettigheder til de koge, de havde oprettet. Oktrojerne gav kogene blandt andet en selvstændig forvaltning og skattefrihed i en længere periode. Blandt de nyopstående oktrojerede koge var Gammel Frederikskog (inddiget 1692), Rudbøl Kog (inddiget 1715) og Ny Frederikskog (inddiget 1861). Den danske adelsmand Jean Henri Desmercières lykkedes det ved hjælp af en kongelig oktroj at inddige hele bugten ved Bredsted.